# Anne Cécile Desclos
Anne Cécile Desclos (Rochefort, 23 de setembro 1907 - Corbeil-Essonnes, 27 de abril 1998) foi uma escritora, tradutora, editora e jornalista francesa, mais conhecida por suas obras de crítica literária e literatura erótica, respectivamente sob os pseudônimos de Dominique Aury e Pauline Réage.

## Vida e obra
Nascida de uma família conservadora e católica, foi abandonada na tenra infância pela mãe, e criada de forma bilíngue (francês e inglês) pela avó, na Bretanha. Estudou mais tarde em Paris, nos Liceus Fénelon e Condorcet, tendo concluído seus estudos de inglês na Universidade de Sorbonne.
Na década de 1920, assumiu o pseudônimo jornalístico de Dominique Aury. Com ele, tornou-se conhecida e respeitada como crítica literária e tradutora, tendo apresentado aos leitores franceses importantes autores anglo-saxões, como Evelyn Waugh, Virginia Woolf, T.S. Eliot and F. Scott Fitzgerald.
No início da Segunda Guerra, conheceu Jean Paulhan, membro da Academia Francesa e diretor da revista literária Nouvelle Revue Française (que mais tarde se tornou a prestigiosa casa Gallimard), onde passou a contribuir. Anne e Paulhan se tornaram amantes, apesar da diferença de idade de 20 anos. Em 1946, Paulhan convidou-a a ocupar o cargo de editora da Gallimard. Durante a guerra, Anne participou do movimento de resistência e publicou uma antologia de poesia erótica francesa.
Anne trabalhou também com o famoso escritor francês André Gide na revista L'Arche.
Em função de sua carreira como crítica literária e tradutora, Dominique recebeu diversas homenagens importantes, como o Prêmio Clarouin (de tradução), o Grande Prêmio da Crítica Francesa e a prestigiosa Legião de Honra da França.
No ano de 1954, em plena maturidade, escreveu, sob o pseudônimo de Pauline Réage, o romance A História de O, que se tornou um dos ícones da literatura erótica do século XX. Nesta obra, com considerável coragem para a época, a autora aprofunda a análise das pulsões sexuais, desmistifica as práticas sadomasoquistas e concede respeitabilidade àqueles que buscam e encontram prazer sexual na submissão e na dor. Quinze anos mais tarde, em 1969, ainda como Réage, publicou uma continuação do romance, intitulado Retorno a Roissy.
A identidade real de Pauline Réage só foi ser revelada em 1994, em uma entrevista concedida à revista americana The New Yorker. Nesta entrevista, Anne contou também ter escrito "A História de O" em resposta ao fato de Jean Paulhan, um admirador da obra do Marquês de Sade, haver dito que "mulheres não eram capazes de escrever romances eróticos".

## Trabalho
A lista não inclui os inúmeros artigos de crítica literária que Dominique Aury produziu como jornalista e colunista literário.

### Poesia
- Songes, éd. Perpétuelles, Mazamet, 1991.
- Songes, Babel, Arles, 1996.

### Estudos
Estudos de autores selecionados
- Lecture pour tous, collect. Blanche, Gallimard, Paris, 1958, 233 p.
- Robert Coover, in Delta no 28, Université Paul-Valéry, Montpellier, juin 1989, 149 p.
- Lecture pour tous, tome II, Gallimard, Paris, 1999, 268 p. (ISBN 2070755819).

Participação em apresentações temáticas
- Destin de Venise, in F. Roiter, Venise à fleur d'eau, Éd. Clairefontaine, Lausanne, 1954.
- Col., Qu'est-ce qu'un goujat ?, in Lui no 12, Presse Office, Paris, décembre 1964.
- Col., Miroirs : autoportraits / photographies d'Édouard Boubat, Denoël, Paris, 1973, 192 p.
- Col., dir. E. Charles-Roux, Elles : héroïnes de romans, miroir de leur temps - d'après Aragon, Balzac, Colette, Diderot, Les Éditeurs français réunis, Paris, 1975, 187 p. (ISBN 2201013772).

Ensaios educacionais publicados com a assistência do Centre national des lettres
- L'ivresse, in dir. B. Didier Corps écrit no 13 (ISSN 0751-5022), PUF, Paris, 1985, 192 p. (ISBN 2-13-038925-2).
- L'allégorie, in dir. B. Didier, Corps écrit no 18 (ISSN 0751-5022), PUF, Paris, 1986.
- L'opéra, in dir. B. Didier, Corps écrit no 20 (ISSN 0751-5022), PUF, Paris, 1986.

### Sob o pseudônimo de Pauline Réage
- Histoire d'O, éditions J.J. Pauvert, Sceaux, 1954, 244 p., 600 ex.(algumas cópias da edição principal incluem uma vinheta de Hans Bellmer).
- Histoire d'O, avec douze compositions, bandeaux et culs-de-lampe de Léonor Fini, Au cercle du livre précieux aux dépens de la Compagnie des Bibliophiles, 1962, 352 ex.
- Retour à Roissy / Une fille amoureuse, éditions J.J. Pauvert, Paris, 1969, 137 p. (ISBN 2-253-01530-X).
- Postface A. Pieyre de Mandiargues, O m’a dit, entretien avec Régine Desforges, éditions J.J. Pauvert, Paris, 1975.

### Antologias críticas
Poesia
- Avec Th. Maulnier, Introduction à la poésie française, coll. Blanche, Gallimard, Paris, septembre 1939.
- Poètes précieux & baroques du xviie, Jacques Petit, Angers, 1941.
- Anthologie de la poésie religieuse française, Gallimard, Paris, 1943.
- Avec J. Paulhan, Poètes d'aujourd'hui, Guilde du Livre, Lausanne, 1947

Literatura geral
- Avec J. Paulhan, La patrie se fait tous les jours, Éditions de Minuit, Paris, 1947, 500 p.
- Les Lettres en 1958, Les Nouvelles littéraires no 1635, Paris, janvier 1959.
- Les femmes de lettres, in coll., dir. L. Mazenod, Les Femmes célèbres I, collection La galerie des hommes célèbres, Éditions D'Art, Paris, 1960.
- Coll. dir. Bernard Pingaud, Écrivains d'aujourd'hui - 1940-1960 - Dictionnaire anthologique et critique, Bernard Grasset, Paris, 1963.

Correspondência de Jean Paulhan
- Avec J.-C. Zylberstein & B. Leuilliot, La littérature est une fête - Jean Paulhan, choix de lettres: 1917-1936, Gallimard, Paris, 1986.
- Avec J.-C. Zylberstein & B. Leuilliot, Traité des jours sombres - Jean Paulhan, choix de lettres: 1937-1945, Gallimard, Paris, 1992.
- Avec J.-C. Zylberstein & B. Leuilliot, Le don des langues - Jean Paulhan, choix de lettres: 1946-1968, Gallimard, Paris, 1996.

### Prefácios
Como diretor de coleção da Guilde du Livre
- F. Villon, Œuvres complètes, La Guilde du Livre, Lausanne, 1948, 202 p. (texte établi par et notes de Dominique Aury).
- G. de Nerval, Les Chimères - Sylvie - Aurélia, Collect° des classiques français I, no 12, La Guilde du Livre, Lausanne, 1948.
- P. de Marivaux, Le Paysan parvenu, Collect° des classiques français I, no 13, La Guilde du Livre, Lausanne, 1949.
- J. Casanova, Histoire de ma fuite des prisons de la République de Venise qu'on appelle les Plombs (it), Collect° des classiques français I, no 14, La Guilde du Livre, Lausanne, 1949.
- H. de Balzac, La Rabouilleuse, Guilde du livre no 138, Lausanne, 1949.
- trad. Pierre Mille & René Bour, L. Carroll, Alice au pays des merveilles, Guilde du livre no 156, Lausanne, 1951.
- D. Diderot, Jacques le fataliste et son maître, Collect°. des classiques français no 18, Guilde du livre, Lausanne, 1952.
- P. Choderlos de Laclos, Les Liaisons dangereuses, Guilde du Livre, Lausanne, 1950, 480 p., réed. 1959, 532 p.
- F. Fénelon, Écrits spirituels, Collect° des classiques français I, no 17, La Guilde du Livre, Lausanne, 1951.
- J. Cocteau, R. Berger, P. Béguin & G. A. Chevallaz, Lausanne, 50 photographies d'Henriette Grindat, La Guilde du livre no 178, Lausanne, 1952, 93 p. ill.
- Ylla, 85 chats, collection Albums Clairefontaine, La Guilde du Livre, Lausanne, 1952.
- A. de Vigny, Servitude et grandeur militaires, Collect° des classiques français I, no 20, La Guilde du Livre, Lausanne, 1953.
- B. Constant, Adolphe & Le Cahier rouge, La Guilde du Livre, Lausanne, 1953.
- Colette, ill. A. Dunoyer de Segonzac, Duo & Le Toutounier, La Guilde du Livre, Lausanne, 1955.
- Longus, trad. P. L. Courier & J. Amyot, Daphnis et Chloé, Collect°. des classiques français no 21, Guilde du livre, Lausanne, 1955.
- R. de Chateaubriand, Vie de Rancé, La Guilde du Livre, Lausanne, 1956, 282 p.
- M. Alcoforado & G. de Lavergne, Lettres portugaises, Collect° des classiques français I, no 23, Guilde du Livre, Lausanne, 1956, réed. 1960.
- M. Duras, Moderato cantabile, La Guilde du Livre, Lausanne, 1956, 122 p.
- Élisabeth Porquerol, Fr. Delavenage, V. Courbessac, L.-B. Quapols, P.E. Caissargues & M. Redessan, Lectures et figures. Dictionnaire guildien de la littérature vivante, Guilde du Livre, Lausanne, 1956, 410 p.
- J. Cazotte, Le Diable amoureux, Guilde du Livre, Lausanne, 1957, 191 p.
- Voltaire, Traité sur la tolérance, Collect°. des classiques français no 27, Guilde du Livre, Lausanne, 1959.
- S. Zweig, trad. A. Hella & O. Bournac, Vingt quatre heures de la vie d'une femme, Guilde du Livre, Lausanne, 1960, 120 p.
- A. Mary, Tristan : La merveilleuse histoire de Tristan et Iseut et de leurs folles amours, restituée en son ensemble et nouvellement écrite dans l'esprit des grands conteurs d'autrefois., La Guilde du Livre, Lausanne, 1961, 299 p.
- Bernardin de Saint-Pierre, Paul et Virginie, La Guilde du Livre, Lausanne, 1962, 224 p.
- Trad. M.-P. Bay Castelnau & B. Willerval, F. S. Fitzgerald, La longue fuite, collect° la Petite Ourse no 57, La Guilde du Livre, Lausanne, 1964.

Obras de escritoras
- G. Manzini, trad. M. Breitman, L'Épervière, Stock, Paris, 1958.
- Col., De Madame de Staël à Rimbaud, Tableau de la littérature française III, Gallimard, Paris, 1974.
- S. Corinna Bille, La Fraise noire : nouvelles, Gallimard, Paris, 1984
- N. Prévot & J. Zacchi, Par le don de Florence Gould - Catalogue établi sous la direction de François Chapon, Bibliothèque littéraire Jacques Doucet, Paris, 1988.
- M. Yourcenar, Le Labyrinthe du monde : Souvenirs pieux, Archives du Nord, Quoi ? L'éternité, Gallimard, Paris, 1990.

Temas selecionados
- R. Kipling, L'Égypte des magiciens, Minerve, Paris, 1960 (ISBN 9782869310483).
- G. Mounin, Les problèmes théoriques de la traduction, collect° Bibliothèque des Idées, Gallimard, Paris, 1963.
- A.C. Swinburne, trad. O. de Lalain, Les Contre-feux de l'amour, Collect° Le Milieu no 4, La Différence, Paris, 1976, réed. 2003.
- I. Nollier, Abélard, le philosophe du Christ, Pygmalion, Paris, 1984 (ISBN 2857041624)
- Trad. R.-P. Gosa, Le Japon / Lafcadio Hearn - "Kwaidan ou Histoires et études de choses étranges" - "Kottô" - "Le roman de la Voie lactée" - "Au Japon spectral" - "Pèlerinages japonais", Mercure de France, Paris, 1993, 723 p.

### Artigos-chave nas revisões críticas
Primeiros artigos biográficos (1939-1952)
- Aldous Huxley - After many a summer, inédit (Tout & Tout?), Paris, 1939, 3 p.
- J.B. Priestley - Let the people sing (en), inédit (Tout & Tout?), Paris, 1939, 4 p.
- Eyvind Johnson, in Femmes françaises, Gavroche, Paris, 1944, 4 p.
- Alan Boase, in Les Lettres françaises, Paris, 12 mai 1945, 1 p.
- Récompense à la paysanne, in Les Lettres françaises, Paris, 14 décembre 1945, 2 p.
- Notes critiques, in Cahiers de la Pléïade no 6, Gallimard, Paris, février 1949, 5 p.
- Le visage de méduse, in Contemporains no 2, Paris, décembre 1950, 8 p.
- Avec P. Valéry, A. Robin, Briod & L. P. Guigues, Hommage à André Gide, Gallimard, Paris, 1951.

Principais contribuições para a nova Nouvelle Revue Française (1953-1984)
- Apprentissages, in NRF no 1, Gallimard, Paris, janvier 1953.
- Les Dangers de la vertu, in NRF no 2, Gallimard, Paris, février 1953, 7 p.
- Colette ou le gynécée, in NRF no 3, Gallimard, Paris, mars 1953.
- L'Ombre d'un songe, in NRF no 7, Gallimard, Paris, juillet 1953.
- Ces vieux Monstres, in NRF no 13, Gallimard, Paris, janvier 1954.
- Terre bénie, in NRF no 15, Gallimard, Paris, mars 1954, 6 p.
- Pitié pour les hommes, in NRF no 17, Gallimard, Paris, mai 1954.
- Histoire de trois vocations, in NRF no 19, Gallimard, Paris, juillet 1954, 7 p.
- Une autre ressemblance, in NRF no 25, Gallimard, Paris, janvier 1955.
- La Fureur et l'Abandon, in NRF no 28, Gallimard, Paris, avril 1955, 5 p.
- La Bonne aventure, in NRF no 34, Gallimard, Paris, octobre 1955.
- A propos de Daphnis et Chloé, in NRF no 35, Gallimard, Paris, novembre 1955.
- La forêt profonde, in NRF no 39, Gallimard, Paris, mars 1956, 6 p.
- L'An quarante, in NRF no 40, Gallimard, Paris, avril 1956, 7 p.
- Mythes incarnés, in NRF no 47, Gallimard, Paris, novembre 1956, 5 p.
- Le Démon et la Justice, in NRF no 48, Gallimard, Paris, décembre 1956, 6 p.
- Le droit d'asile, in NRF no 50, Gallimard, Paris, février 1957.
- Pièges, in NRF no 52, Gallimard, Paris, avril 1957, 5 p.
- La Vérité commune, in NRF no 53, Gallimard, Paris, mai 1957, 4 p.
- L'aventure de Jacques Cazotte, in NRF no 53, Gallimard, Paris, mai 1957, 9 p.
- Les Bateliers de la Volga, in NRF no 56, Gallimard, Paris, août 1957.
- Le Journal de Virginia Woolf, in NRF no 67, Gallimard, Paris, juillet 1958, 5 p.
- La Possession du monde, in NRF no 71, Gallimard, Paris, novembre 1958.
- Le Scandale de Lolita, in NRF no 77, Gallimard, Paris, mai 1959, 5 p.
- Nathalie Sarraute : Le Planétarium, in NRF no 79, Gallimard, Paris, juillet 1959.
- La communication, in NRF no 79, Gallimard, Paris, juillet 1959.
- On dévore du Restif de la Bretonne, in NRF no 82, Gallimard, Paris, octobre 1959.
- Coll., Hommage à Albert Camus, in NRF no 87, Gallimard, Paris, mars 1960, 620 p.
- Les Somnambules, in NRF no 95, Gallimard, Paris, novembre 1960
- L'amour Breton, in NRF no 99, Gallimard, Paris, mars 1961, 11 p.
- John Cowper Powys, in NRF no 129, Gallimard, Paris, septembre 1963, 7 p.
- L'Exil et l'Evasion, in NRF no 199, Gallimard, Paris, juillet 1969, 7 p.
- Marguerite Yourcenar, in NRF no 259, Gallimard, Paris, juillet 1974, 4 p.
- Gens de toute sorte (Julien Green, Armand Salacrou, Willy de Spens), in NRF no 261, Gallimard, Paris, septembre 1974.
- Virginia Woolf : Trois Guinées, in NRF no 297, Gallimard, Paris, avril 1977, 3 p.
- Au plus près de sa voix : Les Carnets de Louis Guilloux, in NRF no 356, Gallimard, Paris, septembre 1982, 6 p.
- Chroniques : Jean-Paul Sartre : Lettres au Castor, in NRF no 372, Gallimard, Paris, janvier 1984, 6 p.

Outras resenhas
- « La Révolte de Madame de Merteuil », in Les Cahiers de la Pléiade, p. 89, Gallimard, Paris, septembre 1951.
- Dir J. Lehman, The London Magazine - A Monthly Review of Literature, vol. 7, no 8, The Shenval Press, Londres, août 1960.
- Elia Kazan, outsider, in L'Avant scène cinéma no 311 & 312, juillet 1983.
- Coll., Georges Lambrichs (1917-1992), in NRF no 473, Gallimard, Paris, juin 1992, 58 p.